# ヴィーリナ・タラーシウカ
ヴィーリナ・タラーシウカ（ウクライナ語：Ві́льна Тара́сівка；意訳：「自由なタラース村」）は、ウクライナのキーウ州ビーラ・ツェールクヴァ地区にある村。1921年に創建された。村名はタラースというウクライナ人の名前に由来する。面積は約0.9km²（2005年）。人口は405人。古名はマゼープィンツィ（Мазепинці；意訳：「マゼーパの村」）。